# 童瑶
童 瑶（トン・ヤオ、1985年8月11日 - ）は、中華人民共和国の女優。

## 経歴
雲南省昆明市出身。中央戯劇学院在学中の2004年にドラマ『林海雪原』で女優デビュー。同校の先輩チャン・ツィイー（章子怡）に顔が似てることから、“小章子怡（リトル・チャン・ツィイー）”と呼ばれて注目され、2009年の映画『台北に舞う雪』で知名度がアップした。その後、2018年のドラマ『如懿伝 〜紫禁城に散る宿命の王妃〜』『将夜〜戦乱の帝国〜』で再ブレイクし、2021年にはドラマ『30女の思うこと 〜上海女子物語〜』（2020年）での演技により第27回白玉蘭奨ドラマ部門最優秀主演女優賞を受賞した。
2019年に経済界の著名人と結婚している。

## 出演作品

### 映画
- 九龙佩（2009年）
- 不敢说爱你（2009年）
- 台北に舞う雪 台北飘雪（2009年）
- 巨额交易（2011年）
- 最长的拥抱（2012年）
- 早见,晚爱（2013年）
- 求爱嫁期（2014年）
- 白髪妖魔伝 白发魔女传之明月天国（2014年）
- 过年好（2016年）

### テレビドラマ
- 林海雪原（2004年）
- 行走的鸡毛掸子（2006年）
- 龙虎人生（2006年）
- 楊家将伝記 兄弟たちの乱世 少年杨家将（2006年）
- 以爱情的名义（2007年）
- 我想更懂你（2008年）
- 伤情（2008年）
- 军人荣誉（2010年）
- 家常菜（2010年）
- 桥隆飙（2011年）
- 雷锋（2011年）
- 民兵葛二蛋（2012年）
- 独生子女的婆婆妈妈（2013年）
- 大掌门（2013年）
- 新闺蜜时代（2014年）
- 爸爸快长大（2015年）
- 重组家庭（2015年）
- 转身遇到你（2016年）
- 神犬小七2（2016年）
- 定制幸福（2016年）
- 诚中堂（2018年）
- 如懿伝 〜紫禁城に散る宿命の王妃〜 如懿傳（2018年）
- 将夜〜戦乱の帝国〜 將夜（2018年）
- 大江大河1〜大いなる夢への挑戦〜 大江大河（2018年）
- 不完美的她（2020年）
- 清风明月佳人（2020年）
- 結婚しなくて何が悪いの? 〜中国恋愛論〜 谁说我结不了婚（2020年）
- 二十不惑 Twenty Your Life On 二十不惑（2020年）
- 30女の思うこと 〜上海女子物語〜 三十而已（2020年）
- 叛逆者 叛逆者（2021年）
- 天才基本法 天才基本法（2022年）